# Чезаре Бізео
Чезаре Бізео (італ. Cesare Biseo; 18 травня, 1843, Рим — 23 січня, 1909, Рим) — італійський художник і ілюстратор ХІХ століття.

## Життєпис
Його батько, Джованні Баттіста Бізео, був викладачем в художній школі, він же став першим вчителем малювання для сина. Чезаре готувався стати художником-декоратором і опановував технологію створення фресок.
1870 року він отримав запрошення від паші Ізмаїла, губернатора в Єгипті, на працю по декоруванні власної резиденції в місті Александрія та театра в місті Каїр. Перебування в містах арабського Єгипта переорієнтували Чезаре Бізео на тематику орієнталіма. 1875 року він разом із художником Стефано Уссі та письменником Едмондо де Амічіс відвідав Марокко в складі першого італійського посольства.
Книгу вражень від подорожі до Марокко, котру створив Едмондо де Амічіс, видали в місті Мілан у 1877 році. Ілюстрації до книги створив Чезаре Бізео. В цей час від звернувся до створення гравюр з арабською тематикою.
З 1877 року Чезаре Бізео давав власні твори на виставки в міста Неаполь, Рим, Турин.

## Обрані твори (перелік)
- «Арабська танцівниця», 1876 р.

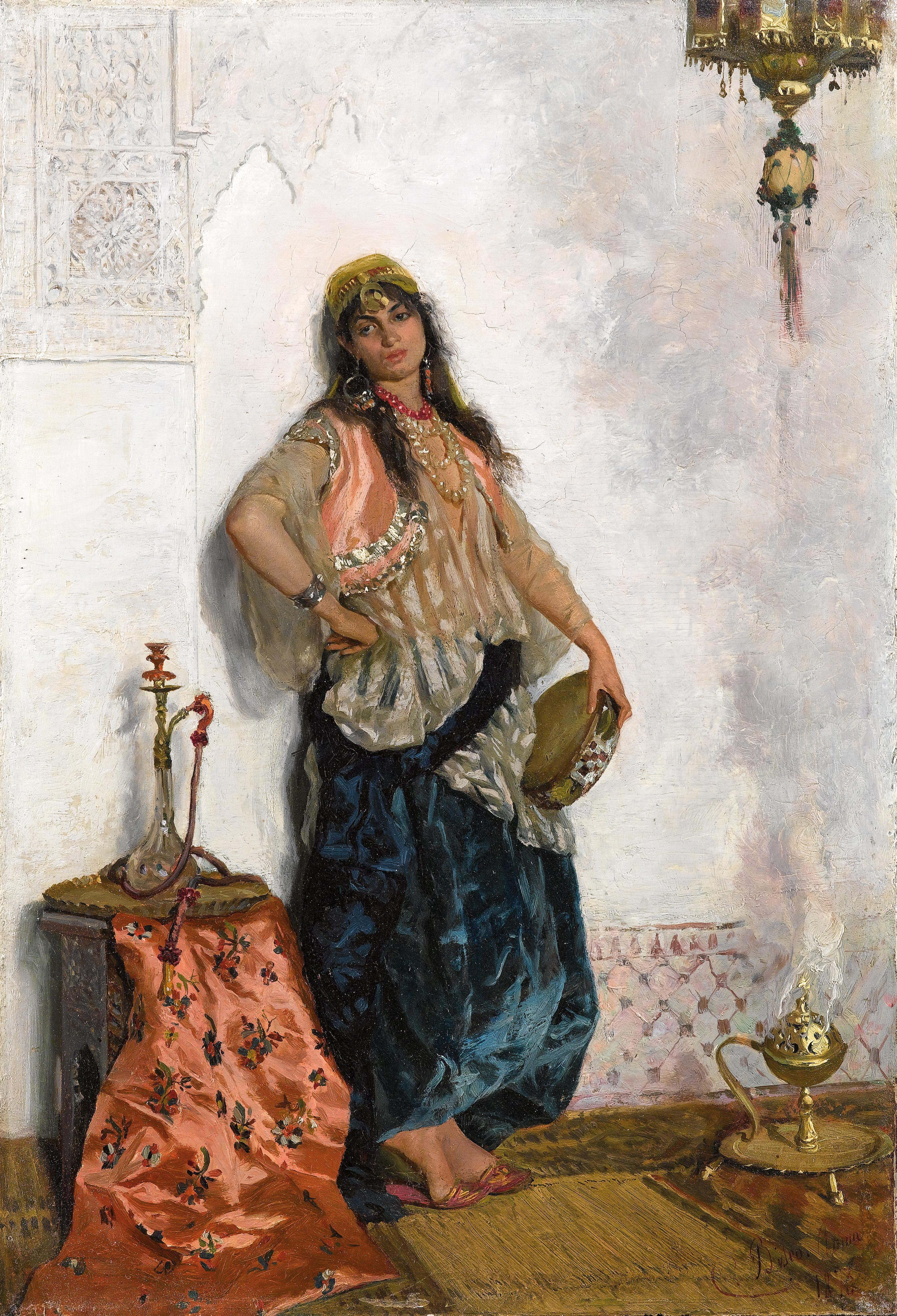
Чезаре Бізео. «Арабська танцівниця», 1876 р.

- «Гаремні фаворитки в садку», недатовано
- «Караван бедуїнів біля великого сфінкса»
- «Арабський риночок»
- «Під мурами Каїра»
- «Молода марокканка»
- «Бедуїн з верблюдом»
- «Молитва п'ять разів на день»
- «Вхід до мечеті в Каїрі»
- «Поховання каліфів біля цитаделі. Каїр»
- Серія акварелей «Спогади про Каїр»
- «В пустелі»
- «Внутрішній дворик. Марокко»
- «Аудієнція першого дипломата Італії в Марокко»

## Обрані твори (галерея)

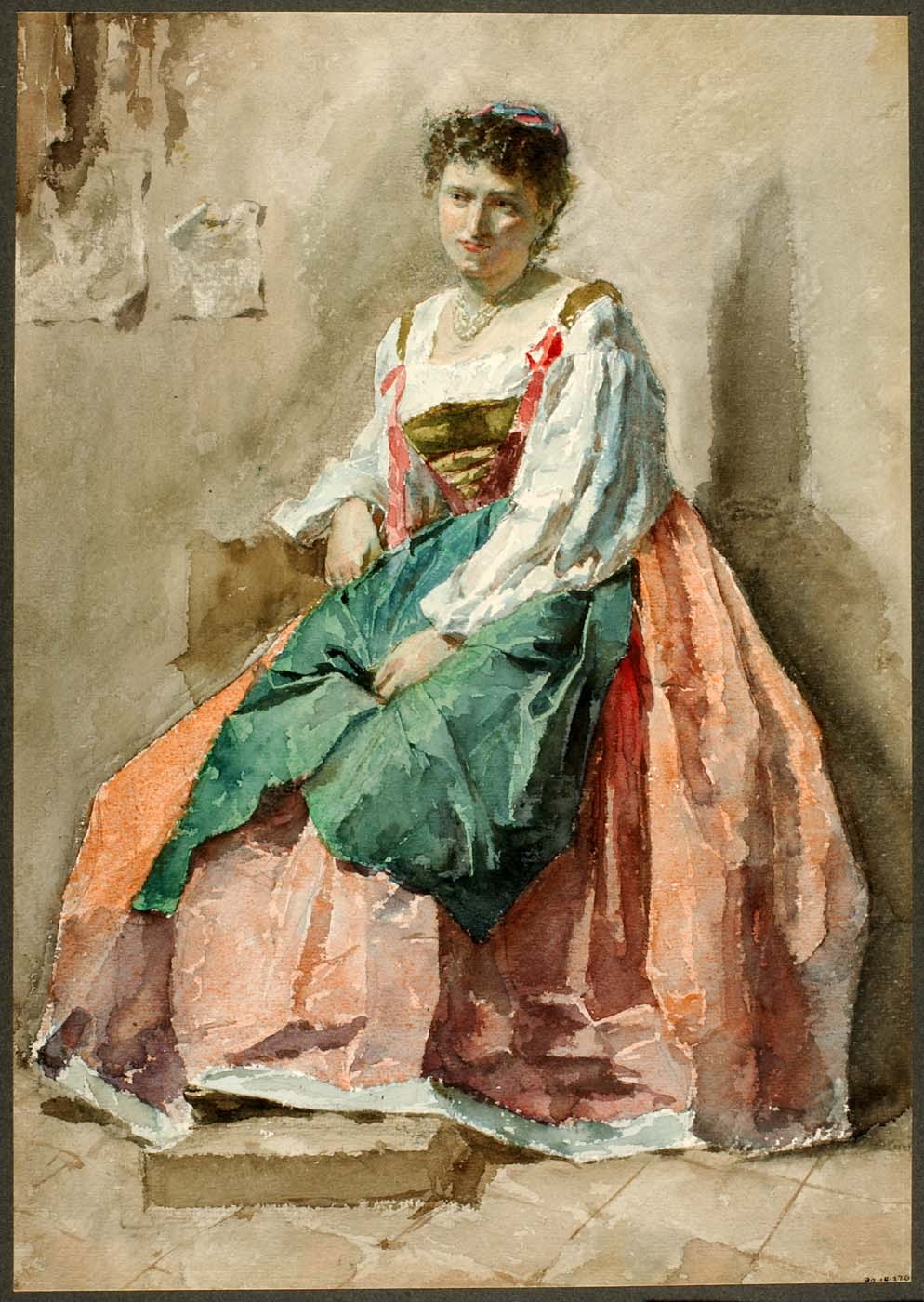
Чезаре Бізео. «Портрет невідомої», акварель
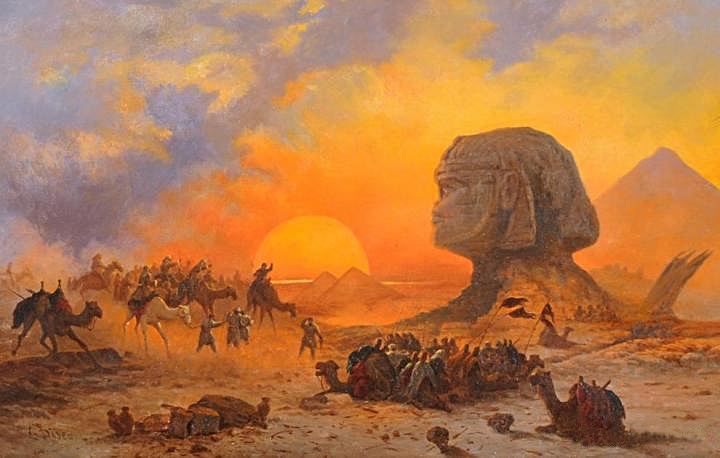
Чезаре Бізео. «Караван бедуїнів біля великого сфінкса»
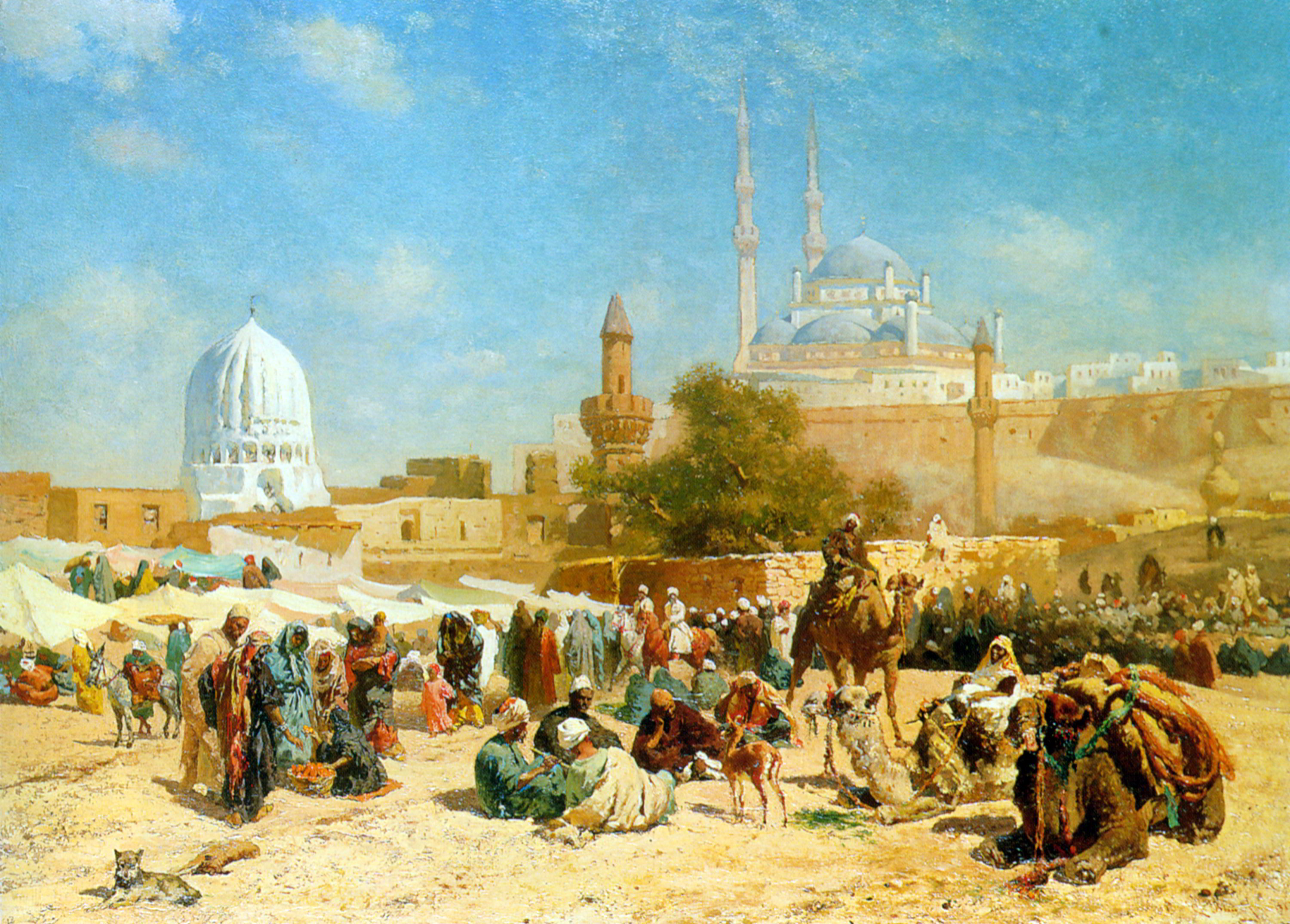
Чезаре Бізео. «Під мурами Каїра»
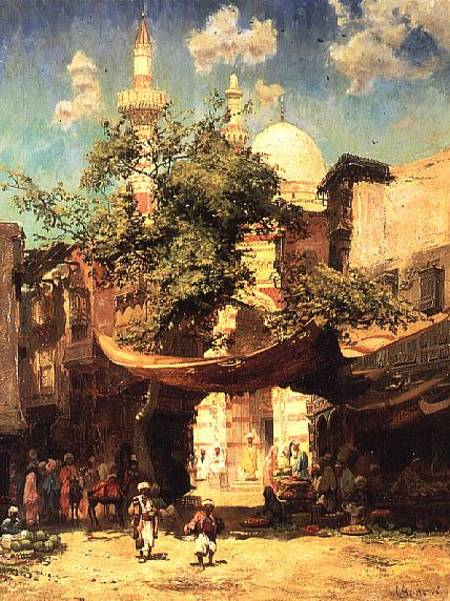
Чезаре Бізео. «Арабський базарчик»